# 流明科技
流明科技（Lumen Technologies, Inc.），原名世纪互联（CenturyLink），是美国路易斯安那州门罗的一家电信公司，为财富美国500强之一。除去北美外，它也在世界其他地区提供服务。

## 历史
公司最早的前身是位于路易斯安那州橡树岭的橡树岭电话公司（Oak Ridge Telephone Company）。公司老板老F·E·霍根（F. E. Hogan, Sr.）在1930年以500美元的价格将拥有75名付费用户的公司出售给了威廉·克拉克和玛丽·威廉姆斯。1946年，威廉的儿子克拉克·麦克雷·威廉姆斯 (Clarke McRae Williams) 结婚，电话公司是其结婚礼物。1947年，克拉克·威廉姆斯得知马里昂的一家电话公司正在出售，通过商业伙伴乔·悉尼·卡特 (Joe Sydney Carter) 的贷款，克拉克买下了马里昂电话公司（Marion Telephone Company），整个公司开始以马里昂为中心发展。在1968年之前，该公司一直是家族企业。

### 1967–1999
1967年，已经在为三个州提供10,000条接入线路的橡树岭电话公司改名中央电话和电子公司（Central Telephone and Electronics）。1972年至1975年间，克拉克逐渐将他的总部从马里昂搬到门罗。
1971年，公司更名为世纪电话（Century Telephone Enterprises, Inc.）。公司在1970年代漫长的熊市期间表现良好，股价上涨了四倍多，已开始在14个州提供电话服务。
1982年，公司收入达到1400万美元的历史峰值，但旋即在1983年经历经济衰退，虽然在1984年开始复苏。然而，1983年的不景气导致1984年公司股价损失了一半之多。
1985年，公司收益和股价达到历史新高，但已经积累了2.06亿美元的长期债务。公司以466万美元的价格将旗下的War Telephone和其他两家公司的业务出售给了Colonial Telephone。
1992年，公司以1.35亿美元收购了Centel的子公司俄亥俄中央电话公司（Central Telephone Company of Ohio），此次使得公司的线路增加了20%。
1995年，世纪电话成为标准普尔400指数成分。
1997年，公司收购了太平洋电信（Pacific Telecom ），使其规模翻了一番，在12个州增加 660,000条电话线路。
1999年，公司更名为世纪通讯（CenturyTel, Inc.），同年成为标准普尔 500成分股。

### 2000年代
2004年8月，公司与回声之星通信公司合作开发Dish Network多频道数字电视，9月，与辛格勒无线建立合作关系。2005年，公司开始提供无线语音和数据服务，并从KMC电信控股（KMC Telecom Holdings, Inc. ）手中购下美国中部的多个光纤网络。

CenturyLink标志

2008年10月27日，Embarq宣布将被世纪通讯以价值约60亿美元的股票收购。2009年6月2日，新公司定名世纪互联（CenturyLink），收购于2009年7月1日完成。
2009年10月19日，CenturyTel和Embarq商标停用，所有业务在世纪互联旗下开展，但仍在纽约证券交易所以CenturyTel的股票代码CTL进行交易，新公司名直到2010年5月才正式生效。

### 2010年代
2010年4月22日，世纪互联宣布将以换股的方式收购Qwest，世纪互联的股东最终获得了合并后公司50.5%的股份，收购估值为120亿美元，合并于2011年4月1日完成。这使得它成为美国第三大电信公司。新公司在37个州拥有1700万条线路、500万宽带用户和140万视频用户。

### 2020年更名
2020年9月14日，世纪互联宣布更名为流明科技（Lumen Technologies, Inc. ），2020年9月18日交易日开市起，公司股票代码也由CTL变更为LUMN，但商标CenturyLink仍继续用于部分服务。